# اشتبرق
اشتبرق (به عربی: اشتبرق) یک روستا در سوریه است که در استان ادلب واقع شده‌است و ۱٬۱۸۷ نفر جمعیت دارد.